# 萬邦教會
萬邦教會（或稱萬邦宣教教會）是一間於上海的大型家庭教會，2009年11月10日上海市民政局以其未登記而進行活動為由，取締了該教會。此教會曾有2000多人聚會。其主任牧師是崔權。

## 簡史
萬邦教會高鋒時曾有2000多人聚會。自2011年2月起受政府打壓，於11月2日來自上海市公安局和國家宗教事務局的三十多位官員進入教會，勒令停止聚會。及至2009年11月10日正式被民政局以其未登記而進行活動為由取締了該教會。該教會牧師崔權、崔龍國、劉全勤、黃雲均於11月22日被指控進行非法社團活動而被帶到上海市顓橋派出所。雖教會牧師缺席，仍有500多人在戶外聚會。其資產在幾週的時間內就被清算完畢。